# آکاتسیوو
آکاتسیوو (به بلغاری: Akatsievo) یک منطقهٔ مسکونی در بلغارستان است که در استان ویدین واقع شده‌است.
 آکاتسیوو  ۸۸ نفر جمعیت دارد و ۴۴ متر بالاتر از سطح دریا واقع شده‌است.